# Katsumi Yamamoto
Pas d'image ? Cliquez ici
Katsumi Yamamoto (山本 勝巳, Yamamoto Katsumi) est un pilote automobile japonais (né le 5 mars 1973 à Fukuoka, Japon). Il a couru notamment en Formule 3, en Formule 3000, en Formula Nippon ainsi qu'en Super GT.

## Carrière
Katsumi Yamamoto débute sur carrière en monoplace en 1993 en participant au Championnat du Japon de Formule 3. Il participe à neuf courses sans marquer le moindre point.
L'année suivante, il part en Allemagne afin de courir le Championnat de Formule 3 national au sein de l'équipe WTS-TKF Racing. Il sera classé vingt-sixième avec 2 points. Il participe également aux Masters de Formule 3, terminant vingt-troisième pour le compte de WTS Motorsport.

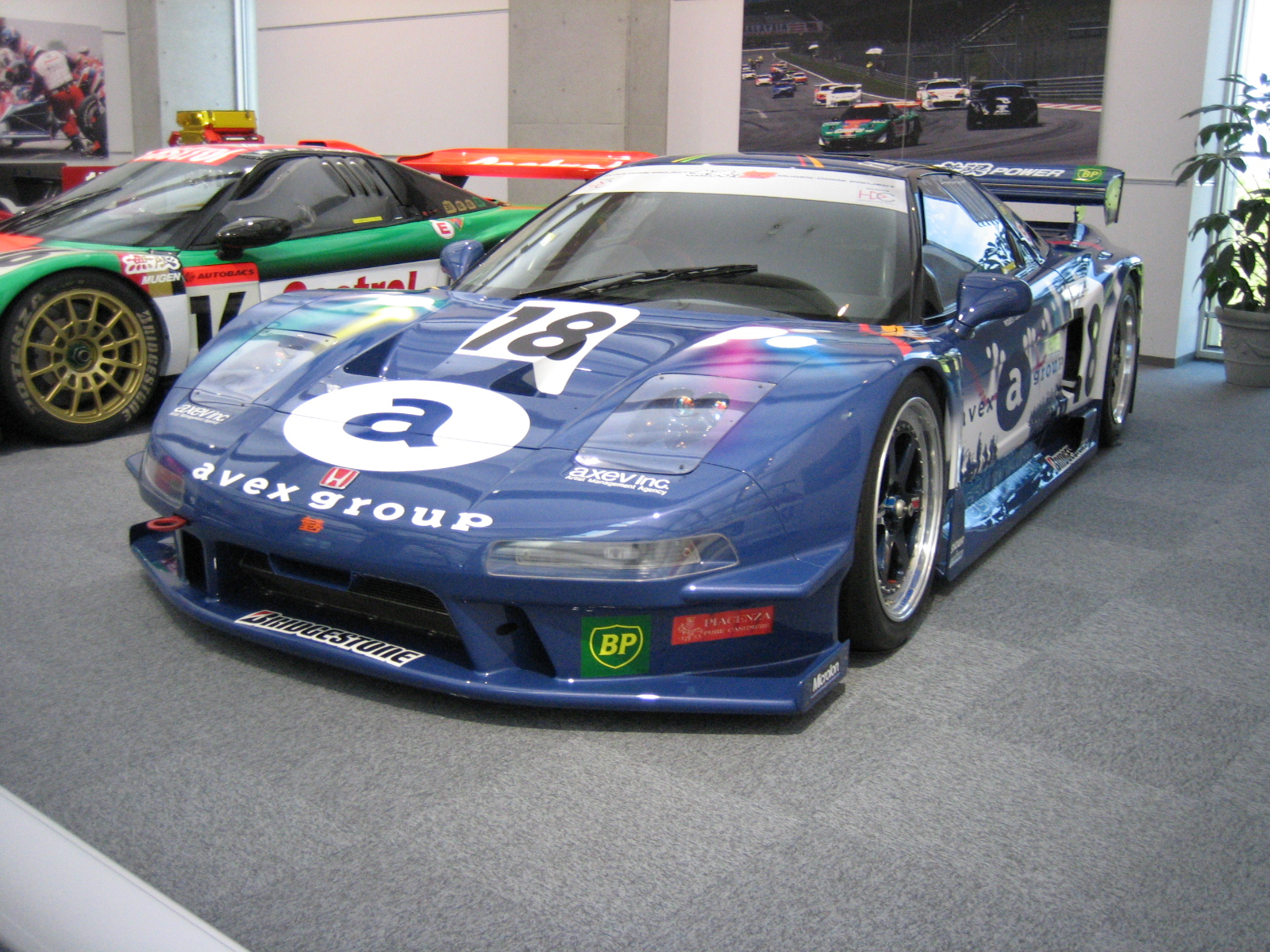
La Honda NSX du Mugen & Dome Project.

En 1995 il retourne au Japon afin de participer au Championnat de Formule 3000 avec le X Japan Racing Team Le Mans. Il sera classé neuvième avec 9 points et étant monté une fois sur le podium. Grâce à ces résultats il obtient un test pour Pacific Grand Prix en Formule 1. Il doit participer aux Grands Prix du Japon et du Pacifique contre la somme de 1,2 million de dollars mais ne décroche pas sa Super Licence. Son projet de courir en Formule 1 tombe à l'eau.
Il se réfugie alors dans le championnat de Formula Nippon et le team Anabuki Dome Mugen. Il marque un point cette année et est classé dix-septième.
En 1997 il est inscrit pour le All-Japan GT Championship dans la catégorie GT500 avec la Honda NSX de Mugen & Dome Project. Il marque 11 points, réalise une pole position et termine seizième du championnat. En parallèle, il retourne en Formula Nippon, cette fois-ci avec Navi Connection Racing Team. Son seul fait d'armes sera un meilleur tour.
En 1998 il participe à une course du Super GT en catégorie GT300 avec la Toyota Celica du Racing Project Bandoh et monte sur le podium à cette occasion. Il est également de nouveau concurrent du All-Japan GT Championship en GT500 avec Dome Racing et sa Honda NSX. Il sera classé quatorzième avec 10 points.